# 済州島循環軌道
済州島循環軌道（さいしゅうとうじゅんかんきどう、朝鮮語: 제주도순환궤도）は、かつて全羅南道（現・大韓民国済州特別自治道）の済州島に存在した軽便鉄道である。人力で客車を押す人車軌道であった。

## 概要
日本統治時代の1927年5月16日に山本政敏が資本金250万円を出資して設立した「済州島循環軌道会社」によって建設され、当時運行されていた列車は手押軌道方式であった。当時郵便船を運航していた朝鮮郵船会社と鉄道局で連携が検討されていたほどであり、済州島での鉄道建設は豊富な海産物や農産物の輸送に大いに役立つと考えられた。当時の計画は済州市内から海岸に沿って島全体を循環する軽便鉄道を建設するものであった。
1928年11月6日に着工され、1929年11月5日に開業した。
- 路線長：57.0キロメートル (35.4 mi)（1931年の廃線時点）[5]
  - 済州 - 金寧：23.9キロメートル (14.9 mi)
  - 済州 - 挟才：31.8キロメートル (19.8 mi)
  - 済州 - 済州邑内支線：1.3キロメートル (0.81 mi)
  - 未開通区間(金寧 - 挟才）：136.1キロメートル (84.6 mi)
- 軌間 : 610mm
- 駅数 : 7
- 建設費用：75万円

## 歴史
- 1928年11月：着工[3]
- 1929年9月6日 : 仮営業開始[4][6]
- 1929年11月5日 : 開業[4]
- 時期不明：済州邑内支線1.3km開通
- 1931年9月16日：廃止[5]

## 路線
1929年9月6日の時点では営業距離の単位はマイルである。朝鮮総督府官報には主要停留所しか記載されていない。
- 済州 - 金寧間

| 駅名 | ハングル | 駅間距離            | 営業距離             | 接続路線              |
| ---- | -------- | ------------------- | -------------------- | --------------------- |
| 済州 | 제주     | 0.0                 | 0.0                  | 挟才方面 済州邑内支線 |
| 朝天 | 조천     | 7.4マイル (11.9 km) | 7.4マイル (11.9 km)  |                       |
| 金寧 | 김녕     | 7.4マイル (11.9 km) | 14.8マイル (23.8 km) |                       |

- 済州 - 挟才間

| 駅名 | ハングル | 駅間距離             | 営業距離             | 接続路線              |
| ---- | -------- | -------------------- | -------------------- | --------------------- |
| 済州 | 제주     | 0.0                  | 0.0                  | 金寧方面 済州邑内支線 |
| 沙水 | 사수     | 2.3マイル (3.7 km)   | 2.3マイル (3.7 km)   |                       |
| 涯月 | 애월     | 10.4マイル (16.7 km) | 12.7マイル (20.4 km) |                       |
| 翰林 | 한림     | 5.4マイル (8.7 km)   | 18.1マイル (29.1 km) |                       |
| 挟才 | 협재     | 1.6マイル (2.6 km)   | 19.7マイル (31.7 km) |                       |